# ویلارد تبتس
ویلارد تبتس (انگلیسی: Willard Tibbetts; ۲۶ مارس ۱۹۰۳ – ۲۸ مارس ۱۹۹۲) ورزشکار دو و میدانی اهل ایالات متحده آمریکا بود.